# Neško Milovanović
Neško Milovanović (nacido el 4 de diciembre de 1974) es un exfutbolista búlgaro que se desempeñaba como centrocampista.
Jugó para clubes como el FK Borac Čačak, FK Radnički Kragujevac, FK Obilić Belgrado, PFC Levski Sofia, Sanfrecce Hiroshima, PFC Lokomotiv Plovdiv, Olympiakos Volou, Sliema Wanderers y FK Radnički Niš.

## Trayectoria

### Clubes
| Club                       | País     | Año         |
| -------------------------- | -------- | ----------- |
| FK Borac Čačak             | Serbia   | 1996 - 1997 |
| FK Radnički Kragujevac     | Serbia   | 1997 - 1999 |
| FK Milicionar              | Serbia   | 1999        |
| FK Obilić Belgrado         | Serbia   | 1999        |
| Belasitsa Petrich          | Bulgaria | 1999 - 2000 |
| PFC Levski Sofia           | Bulgaria | 2000 - 2001 |
| Shanghái Greenland Shenhua | China    | 2001        |
| Sanfrecce Hiroshima        | Japón    | 2002        |
| PFC Lokomotiv Plovdiv      | Bulgaria | 2003 - 2004 |
| FK Radnički Kragujevac     | Serbia   | 2004 - 2005 |
| Olympiakos Volou           | Grecia   | 2005 - 2006 |
| Panserraikos               | Grecia   | 2006        |
| FK Borac Čačak             | Serbia   | 2006 - 2007 |
| Sliema Wanderers           | Malta    | 2007 - 2008 |
| FK Radnički Niš            | Serbia   | 2008        |